# Novossiolki (Vladímir)
Novossiolki (en rus: Новосёлки) és un poble de l'óblast de Vladímir, a Rússia, segons el cens del 2010 no tenia cap habitant. Pertany al districte municipal de Múrom.